# Stefano dall'Arzere
Stefano dall'Arzere (né vers 1515 à Merlara et mort après 1575 à Padoue) est un peintre italien de la Renaissance tardive.

## Biographie
Stefano dall'Arzere naît vers 1515, sans doute à Merlara, petit centre rural aux extrêmes confins méridionaux de la province de Padoue. Jeune, il s'installe à Padoue et commence la pratique de la peinture, probablement dans l'atelier du Titien. Ses activités, qu'il commence par la décoration des salles de l'Oratoire San Rocco à Padoue, se développent presque exclusivement à Padoue.
De son activité de peintre, on peut encore voir la scène de l'Enterrement de San Rocco à l'oratoire de San Rocco à Padoue, les fresques de la Scoletta Carmine à l'église du Carmine à Padoue, les fresques de l'Oratoire du Rédempteur à l'église de Santa Croce à Padoue, le retable de Santa Barbara au musée civique de Padoue, quelques traces de fresques dans l'église des érémitiques de Padoue, des fresques dans l'oratoire de San Bovo à Padoue et la scène de L'Apôtre saint Thomas devant le roi dans l'oratoire de  San Tommaso  à Albignasego.

## Sources
- (it) Cet article est partiellement ou en totalité issu de l’article de Wikipédia en italien intitulé « Stefano Dall'Arzere » (voir la liste des auteurs).